# 原煕
原 煕（はら ひろし、1868年5月1日（慶応4年4月9日） - 1934年（昭和9年）1月9日）は、日本の農学者。造園家。日本の造園・園芸学界の指導的地位にあって初期の園芸学確立と発達に貢献、また社会緑化に力を尽す。農学博士。金沢市出身。妻・三喜は『武士の家計簿』で知られる加賀藩御算用者の猪山直之の長男・成之の長女。婿養子・辰二は山崎延吉の弟。

## 来歴・人物
1868年、加賀藩士・原種方の四男に生まれる。1892年帝国大学農科大学卒業後、農商務省技手、陸軍省雇員、台湾総督府民政局技師・拓殖技師・林務官、拓殖務省を経て1899年東大助教授。1906年には東大農場長、1907年園芸学講座を担任。
農場長時代はサトザクラをはじめ、多くの花木品種培養に関わるほか、酒井調良に庄内柿「平核無」名付けと酒樽での脱渋法を伝授。
1910年、1年間欧米視察。帰国後東京帝大教授、1914年には農学博士の学位を取得。以後1929年定年退職まで、東大で人材の養成に努める。
明治神宮の御造営事業が始まると造営局の参与として、自ら門下生を率いて内苑の築造に従事。明治神宮宝物殿周辺の和洋折衷様式庭園の整備、神宮外苑の構築に、また関東大震災後の造園分野の復興事業等に直接、間接的関与する。
また1917年から数年間、宮内省内匠寮御用掛嘱託として、新宿御苑、京都御所庭園と周辺の作庭、風致保存に尽す。皇居外苑、周辺の風致については特に時の宮内大臣波多野敬直に建白書を提出するなど、公共緑地の保護と風致指導に当たる。
民間の造園では、渋谷鍋島松涛園住宅地計画、駒場前田侯爵邸庭園などにかかわる。
このほか、内務省都市計画中央委員会、同石川地方委員会、同富山地方委員会、東京市恩賜公園常設委員会、史蹟名勝天然記念物調査委員会委員等を歴任した。

## 栄典
位階
- 1903年（明治36年）7月10日 - 従六位[2]
- 1908年（明治41年）2月21日 - 正六位[3]

勲章
- 1903年（明治36年）12月26日 - 勲五等瑞宝章[4]。
- 1910年（明治43年）12月26日 - 勲四等瑞宝章[5]
- 1916年（大正5年）9月29日 - 勲三等瑞宝章[6]